# Paradidactylia flavescens
Paradidactylia flavescens är en skalbaggsart som beskrevs av Vladimir Balthasar 1961. Paradidactylia flavescens ingår i släktet Paradidactylia och familjen Aphodiidae. Inga underarter finns listade i Catalogue of Life.